# Catena Mangart-Jalovec
La Catena Mangart-Jalovec (in sloveno Greben Mangart-Jalovec) è un massiccio montuoso delle Alpi Giulie, posto in Italia (Friuli-Venezia Giulia) ed in Slovenia, prendendo il nome dalle due montagne più significative: il Mangart e il Monte Gialuz (Jalovec).

## Collocazione

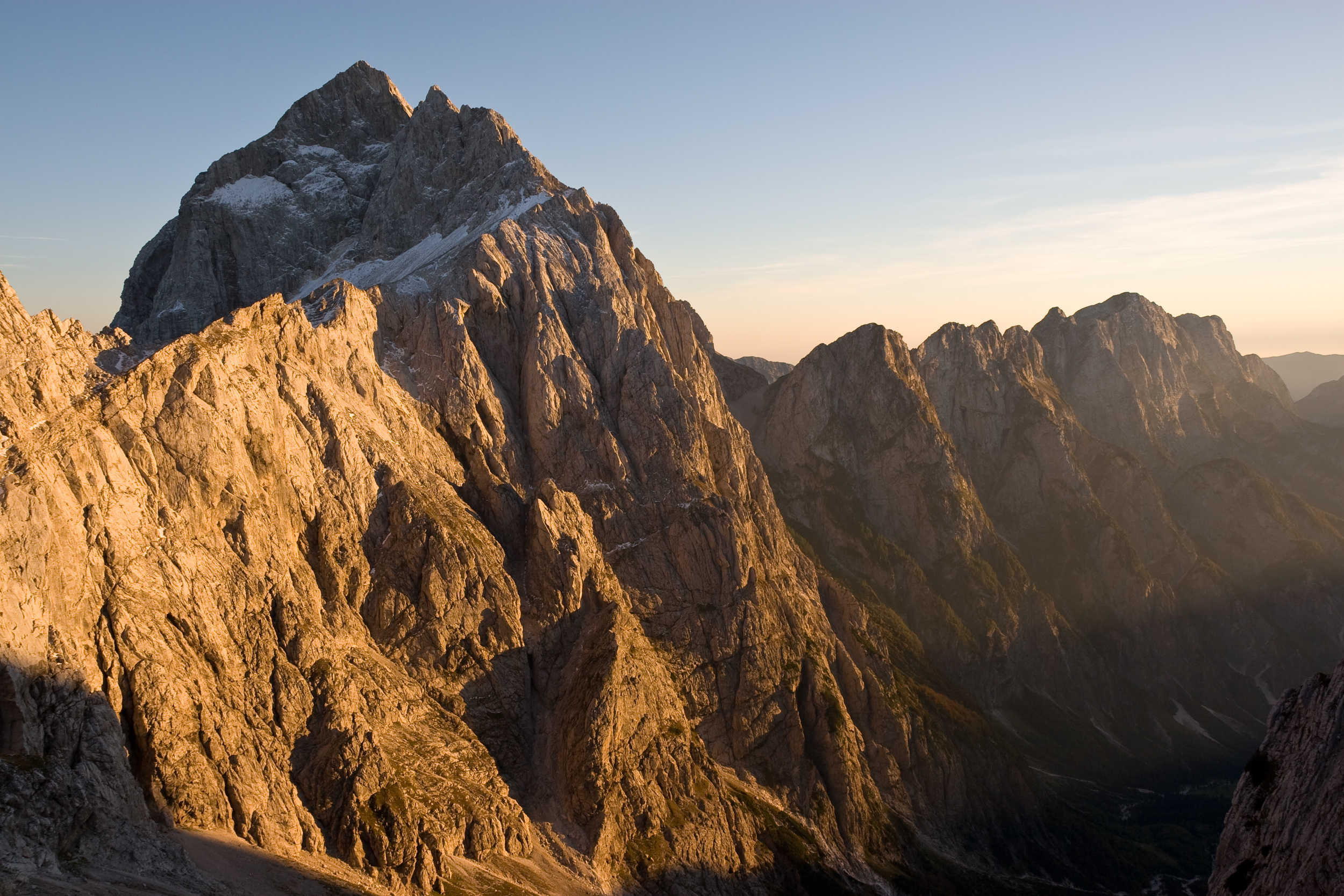
Jalovec

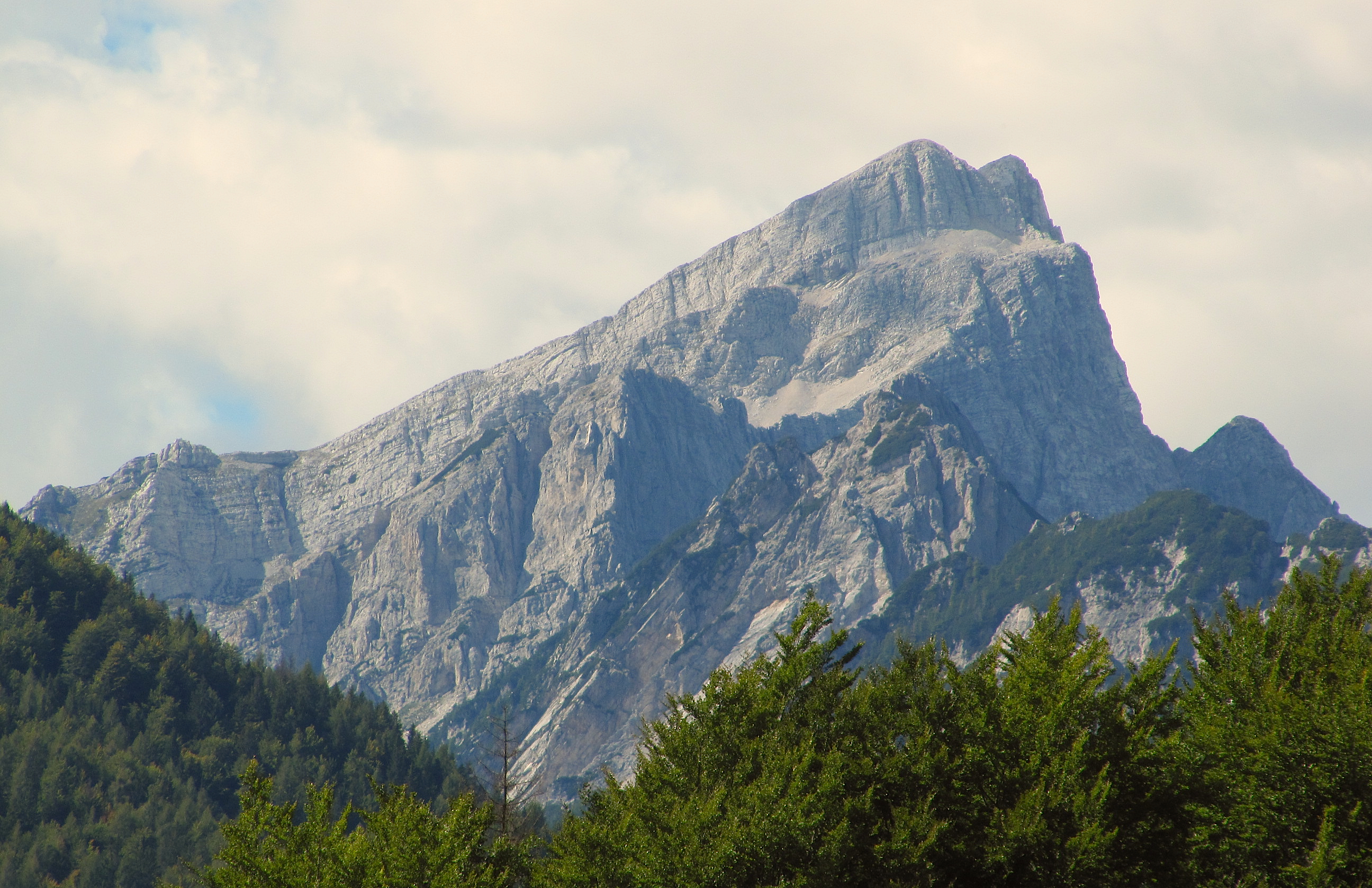
Moistrocca

Secondo le definizioni della SOIUSA la Catena Mangart-Jalovec ha i seguenti limiti geografici: Passo del Predil, Val del Rio del Lago, torrente Rio Bianco, Passo di Rateče, Passo della Moistrocca, Val Trenta, torrente Coritenza, Passo del Predil.
Essa raccoglie la parte centro-nord delle Alpi Giulie.

## Classificazione
La SOIUSA definisce la Catena Mangart-Jalovec come un supergruppo alpino e vi attribuisce la seguente classificazione:
- Grande parte = Alpi Orientali
- Grande settore = Alpi Sud-orientali
- Sezione = Alpi e Prealpi Giulie
- Sottosezione = Alpi Giulie
- Settore di sottosezione = Alpi Giulie Orientali[1]
- Supergruppo = Catena Mangart-Jalovec
- Codice =  II/C-34.I-C

## Suddivisione
La Catena Mangart-Jalovec viene suddivisa in due gruppi e otto sottogruppi:
- Gruppo del Mangart (4)
  - Dorsale Bucher-Picco di Mezzodì (4.a)
  - Nodo del Mangart (4.b)
  - Dorsale delle Ponze (4.c)
- Gruppo Jalovec-Bavški Grintavec (5)
  - Nodo dello Jalovec (5.a)
  - Dorsale della Loska stena (5.b)
  - Dorsale del Pelci (5.c)
  - Dorsale del Bavški Grintavec (5.d)
  - Dorsale delle Mojstrovke (5.e)

## Montagne
Le montagne principali appartenenti alla Catena Mangart-Jalovec sono:
- Mangart - 2.677 m
- Monte Gialuz (sl. Jalovec) - 2.645 m
- Pelc nad Klonicami - 2.442 m
- Travnik - 2 379 m
- Kotova špica - 2.376 m
- Moistrocca (Mojstrovka) - 2.372 m
- Bavški Grintavec - 2.347 m
- Briceljk - 2.346 m
- Veunza (Vevnica) - 2.340 m
- Ponza Grande (Visoka Ponca) - 2.274 m
- Morež - 2.261 m
- Ponza di Dietro (Zadnja Ponca) - 2.242 m
- Ponza di Mezzo (Srednja Ponca) - 2.230 m
- Plešivec - 2.185 m
- Cime Verdi (Male Špice) - 2.167 m
- Picco di Mezzodì - 2.064 m
- Ponza Piccola (Mala Ponca) - 1.925 m